# Kreis Salgótarján
Der Kreis Salgótarján (ungarisch Salgótarjáni járás) ist ein Kreis im Nordosten des nordungarischen Komitats Nógrád. Er grenzt im Westen an den Kreis Szécsény und im Süden an die Kreise Pásztó und Bátonyterenye. Im Osten bildet das Komitat Heves die Grenze und im Nordosten in einem kleinen Stück (~ 7 km) das Komitat Borsod-Abaúj-Zemplén. Im Norden grenzen 11 Gemeinden an die Slowakei.

## Geschichte
Der Kreis ging während der ungarischen Verwaltungsreform Anfang 2013 mit 23 der 24 Gemeinden aus seinem Vorgänger, dem gleichnamigen Kleingebiet (ungarisch Salgótarjáni kistérség) hervor. Die Gemeinde Szalmatercs wurde an den westlichen Nachbarkreis Szécsény abgegeben. Dafür erhielt der Kreis Salgótarján 6 Gemeinden aus dem etwas südlicher gelegenen Kleingebiet Bátonyterenye. Dies ergab einen Gebietszuwachs für den Nachfolgekreis von 10,7 % (Fläche) bzw. 2,9 % (Bevölkerung).

## Gemeindeübersicht
Der Kreis Salgótarján hat eine durchschnittliche Gemeindegröße von 2.125 Einwohnern auf einer Fläche von 18,11 Quadratkilometern. Ohne die Kreisstadt verringern sich diese Werte auf 944 Ew. bzw. 15,26 km². Die Bevölkerungsdichte des bevölkerungsreichsten Kreises ist die höchste im Komitat und beträgt etwa das Anderthalbfache des Komitatswertes. Der Verwaltungssitz befindet sich in der einzigen Stadt, Salgótarján, im Zentrum des Kreises gelegen. Salgotarjan als Verwaltungssitz des Komitats Nógrád ist rechtlich einem Komitat gleichgestellt (ungarisch Megyei jogú város).
| Gemeinde          | Status   | Herkunft Kleingebiet | Einwohnerzahl | Einwohnerzahl | Einwohnerzahl | Fläche (km²) | Bevölkerungs- dichte (Ew./km²) |
| Gemeinde          | Status   | Herkunft Kleingebiet | 01.10.2011    | 01.01.2013    | 01.01.2016    | 01.01.2016   | Bevölkerungs- dichte (Ew./km²) |
| ----------------- | -------- | -------------------- | ------------- | ------------- | ------------- | ------------ | ------------------------------ |
| Bárna             | Gemeinde | Salgótarján          | 1.090         | 1.081         | 1.032         | 15,39        | 67,1                           |
| Cered *           | Gemeinde | Salgótarján          | 1.127         | 1.122         | 1.093         | 38,58        | 28,3                           |
| Egyházasgerge *   | Gemeinde | Salgótarján          | 765           | 741           | 722           | 15,37        | 47,0                           |
| Etes              | Gemeinde | Salgótarján          | 1.427         | 1.429         | 1.349         | 15,80        | 85,4                           |
| Ipolytarnóc *     | Gemeinde | Salgótarján          | 445           | 452           | 460           | 13,66        | 33,7                           |
| Karancsalja       | Gemeinde | Salgótarján          | 1.554         | 1.557         | 1.512         | 12,54        | 120,6                          |
| Karancsberény *   | Gemeinde | Salgótarján          | 905           | 884           | 846           | 23,14        | 36,6                           |
| Karancskeszi *    | Gemeinde | Salgótarján          | 1.883         | 1.905         | 1.858         | 31,68        | 58,6                           |
| Karancslapujtő *  | Gemeinde | Salgótarján          | 2.594         | 2.651         | 2.543         | 19,35        | 131,4                          |
| Karancsság        | Gemeinde | Salgótarján          | 1.202         | 1.242         | 1.266         | 21,39        | 59,2                           |
| Kazár             | Gemeinde | Salgótarján          | 1.864         | 1.870         | 1.785         | 30,39        | 58,7                           |
| Kisbárkány        | Gemeinde | Bátonyterenye        | 213           | 194           | 145           | 8,03         | 18,1                           |
| Kishartyán        | Gemeinde | Salgótarján          | 570           | 536           | 527           | 8,95         | 58,9                           |
| Litke *           | Gemeinde | Salgótarján          | 870           | 885           | 857           | 18,16        | 47,2                           |
| Lucfalva          | Gemeinde | Bátonyterenye        | 633           | 631           | 595           | 14,10        | 42,2                           |
| Márkháza          | Gemeinde | Bátonyterenye        | 244           | 252           | 274           | 6,31         | 43,4                           |
| Mátraszele        | Gemeinde | Salgótarján          | 979           | 984           | 913           | 16,97        | 53,8                           |
| Mihálygerge *     | Gemeinde | Salgótarján          | 605           | 595           | 565           | 11,06        | 51,1                           |
| Nagybárkány       | Gemeinde | Bátonyterenye        | 687           | 673           | 695           | 8,84         | 78,6                           |
| Nagykeresztúr     | Gemeinde | Bátonyterenye        | 259           | 247           | 251           | 8,20         | 30,6                           |
| Rákóczibánya      | Gemeinde | Salgótarján          | 658           | 677           | 681           | 4,57         | 149,0                          |
| Ságújfalu         | Gemeinde | Salgótarján          | 1.053         | 1.059         | 1.017         | 12,03        | 84,5                           |
| Salgótarján *     | Stadt    | Salgótarján          | 37.262        | 37.199        | 35.188        | 97,97        | 359,2                          |
| Sámsonháza        | Gemeinde | Bátonyterenye        | 259           | 270           | 254           | 12,71        | 20,0                           |
| Somoskőújfalu *   | Gemeinde | Salgótarján          | 2.353         | 2.280         | 2.165         | 5,19         | 417,1                          |
| Sóshartyán        | Gemeinde | Salgótarján          | 933           | 955           | 999           | 12,14        | 82,3                           |
| Szilaspogony      | Gemeinde | Salgótarján          | 300           | 296           | 295           | 14,40        | 20,5                           |
| Vizslás           | Gemeinde | Salgótarján          | 1.377         | 1.347         | 1.317         | 10,12        | 130,1                          |
| Zabar *           | Gemeinde | Salgótarján          | 490           | 490           | 421           | 18,17        | 23,2                           |
| Kreis Salgótarján |          |                      | 64.601        | 64.504        | 61.625        | 525,21       | 117,3                          |

* Grenzgemeinde zur Slowakei